# Olympiastützpunkt

Symbol der Olympiastützpunkte

Olympiastützpunkte (OSP) sind Einrichtungen für den Leistungssport in Deutschland. Neben den Bundesstützpunkten, den Landes- und Bundesleistungszentren sind sie ein Strukturelement innerhalb des Stützpunktsystems des deutschen Spitzensports.
Sie werden aus zweckgebundenen Mitteln des Bundesministeriums des Innern, der jeweiligen Länder sowie ggf. weiterer Zuwendungsgeber finanziert.

## Kennzeichen

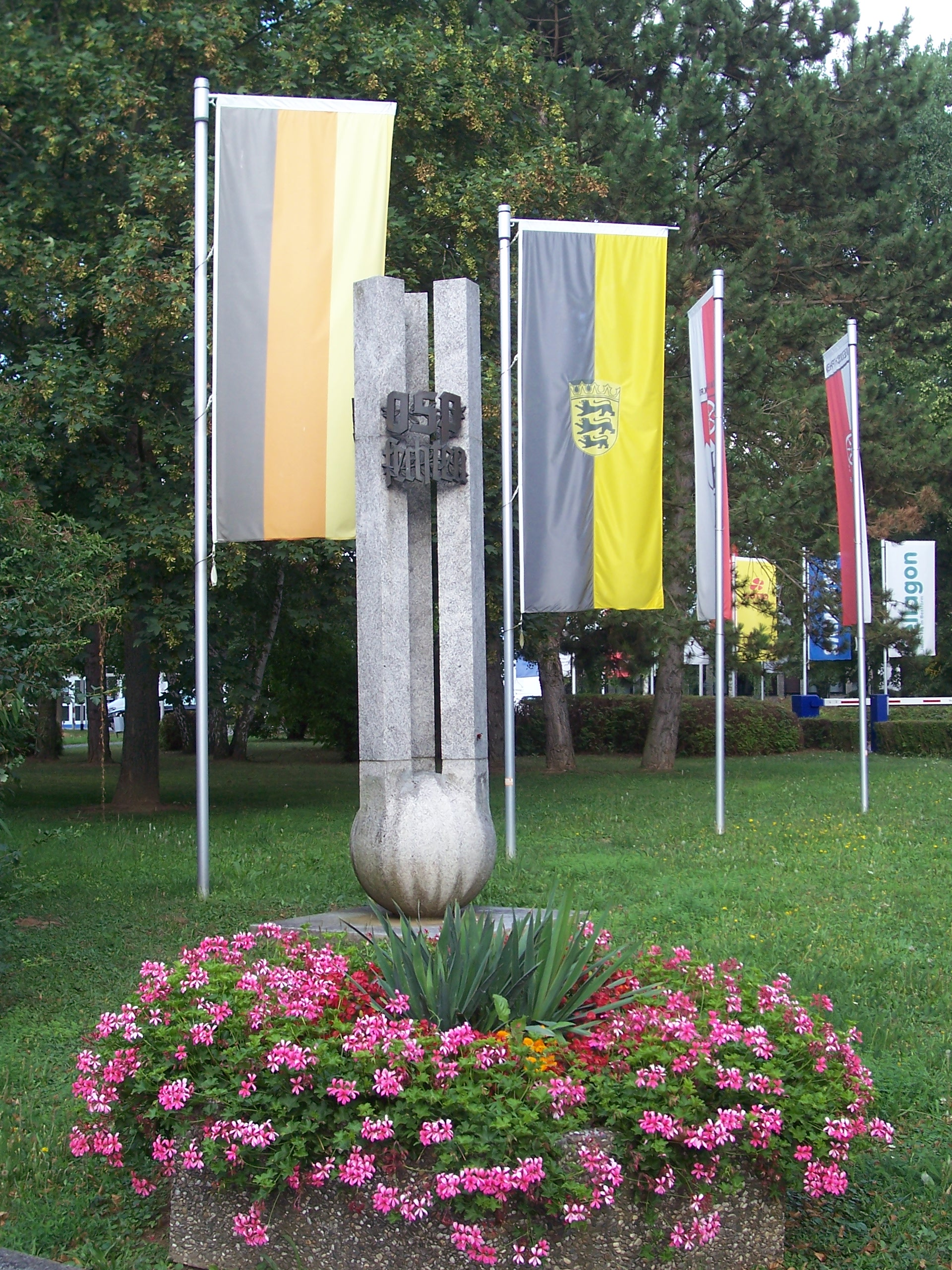
Skulptur an einem Olympiastützpunkt (OSP) in Baden-Württemberg

Im Stützpunktkonzept des damaligen Deutschen Sportbundes (heute: Deutscher Olympischer Sportbund) vom Dezember 2004 wurden die Olympiastützpunkte erstmals beschrieben. Der DOSB beschreibt sie wie folgt:

„Olympiastützpunkte sind Betreuungs- und Serviceeinrichtungen für Bundeskaderathletinnen und -athleten sowie deren Trainerinnen und Trainer, bei freien Kapazitäten auch für Landeskader. Ihre Hauptaufgabe liegt in der Sicherstellung einer qualitativ hochwertigen komplexen sportmedizinischen, physiotherapeutischen, trainings- und bewegungswissenschaftlichen, sozialen, psychologischen und ernährungswissenschaftlichen Betreuung, insbesondere für die Olympiavorbereitung des TopTeams im täglichen Training bzw. bei zentralen Maßnahmen der Spitzenverbände. Hinzu kommt die regionale sportarten-übergreifende Koordination und Steuerung der Leistungssportentwicklung in den Schwerpunktsportarten.“

Die Olympiastützpunkte erfüllen gemäß dem Stützpunktkonzept des DOSB von 2013 im Einzelnen folgende Zwecke:
- „Deutsche Athleten/innen sollen gesund trainieren und an Wettkämpfen teilnehmen und im Verletzungs- oder Krankheitsfall schnell und fachkundig versorgt und nach Möglichkeit wieder in den Trainingsprozess integriert werden können.“
- „Der tägliche Trainingsprozess soll fortwährend trainingswissenschaftlich begleitet werden können, um Leistungsvoraussetzungen zu schaffen, Bewegungen zu verbessern, Trainingsbelastungen zu steuern sowie Athlet/in und Trainer/in in Fragen der Trainingsgestaltung zu beraten.“
- „Durch Trainingsstätten und Trainerbeschäftigung werden wesentliche Voraussetzungen für den Trainings- und Wettkampfbetrieb geschaffen.“
- „Die Athleten/innen sollen Schule, Ausbildung und Beruf mit dem Leistungssport vereinbaren können.“
- „Durch sportpsychologisches Training sollen die zu betreuenden Athleten/innen lernen können, sich auf die Anforderungen des Leistungssports einzustellen.“
- „Die Athleten/innen sollen sich gesund und abwechslungsreich ernähren können.“

## Stützpunkte

### Bestehende Olympiastützpunkte

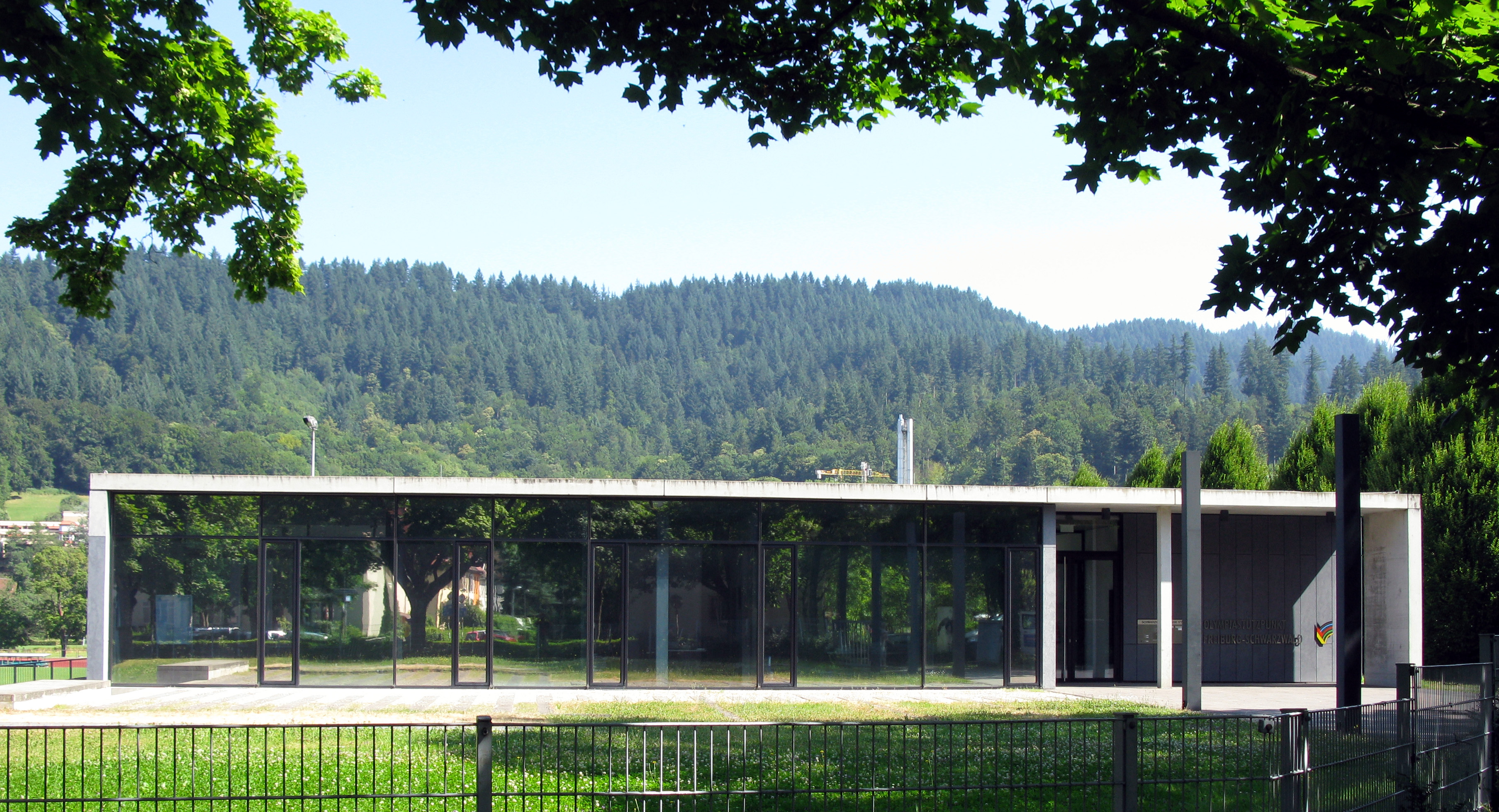
Olympiastützpunkt Freiburg-Schwarzwald

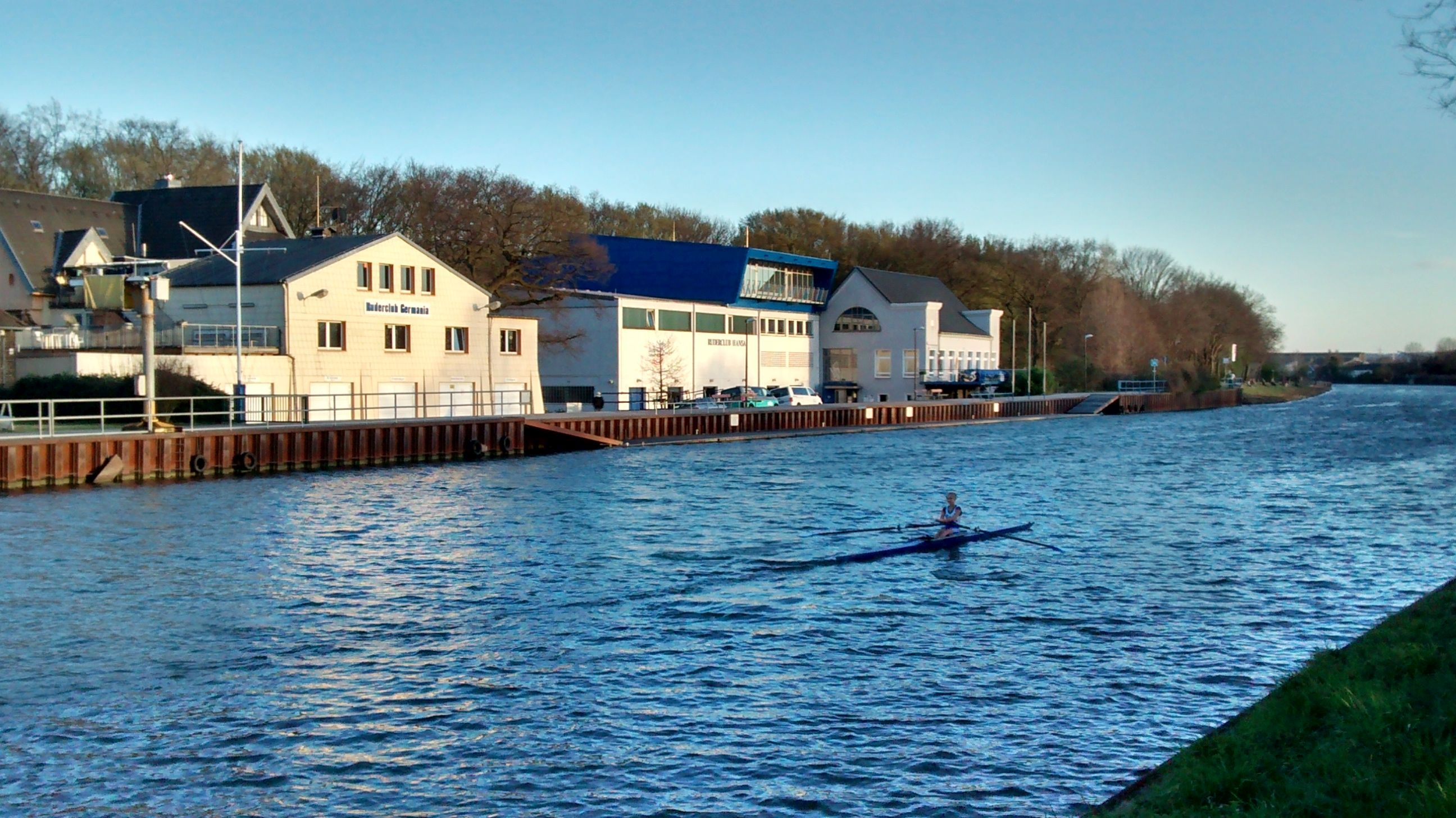
Olympiastützpunkt Westfalen in Dortmund (Rudern)

Das Stützpunktsystem verfügt zurzeit über folgende 17 Olympiastützpunkte:
- OSP Bayern
- OSP Berlin
- OSP Brandenburg (Cottbus/Frankfurt (Oder)/Potsdam)
- OSP Freiburg-Schwarzwald
- OSP Hamburg/Schleswig-Holstein (u. a. mit der Ruderakademie Ratzeburg und dem Olympiazentrum Schilksee)
- OSP Hessen (bis Feb. 2008 OSP Frankfurt-Rhein-Main)
- OSP Mecklenburg-Vorpommern
- OSP Niedersachsen
- OSP Rheinland
- OSP Rheinland-Pfalz/Saarland
- OSP Rhein-Neckar
- OSP Rhein-Ruhr
- OSP Sachsen (Chemnitz/Dresden/Leipzig)

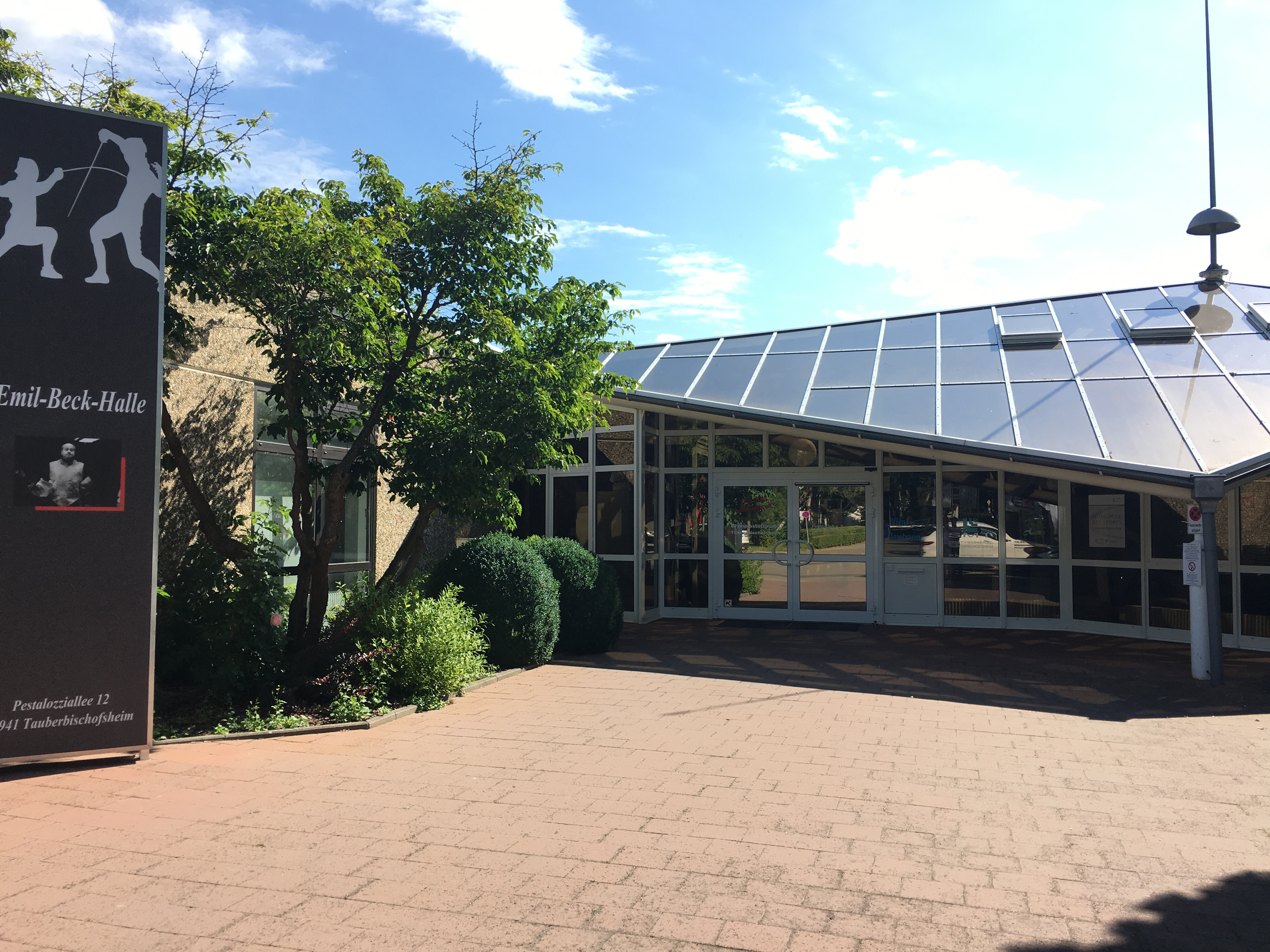
Der ehemalige Olympia- und heutige Bundesstützpunkt Tauberbischofsheim (Fechten)

- OSP Sachsen-Anhalt
- OSP Stuttgart
- OSP Thüringen
- OSP Westfalen

### Ehemalige Olympiastützpunkte
- OSP Chemnitz/Dresden (1992–2018, in Olympiastützpunkt Sachsen eingegliedert)
- OSP Leipzig (1992–2018, in Olympiastützpunkt Sachsen eingegliedert)
- OSP Tauberbischofsheim (1986–2017)[4]

### Fusionen
Im Dezember 2008 kam es zur Zusammenführung der Olympiastützpunkte Cottbus/Frankfurt (Oder) und Potsdam zum Olympiastützpunkt Brandenburg.

## Situation in anderen Ländern

### Norwegen
In Norwegen gibt es mit dem Olympiatoppen ein Zentrum in Oslo, das dem norwegischen Olympischen und Paralympischen Komitee sowie den norwegischen Konföderation der Sportarten dient und für die Ausbildung des norwegischen Spitzensports verantwortlich ist.

### Österreich
In Österreich gibt es sieben sogenannte Olympiazentren.

### Schweiz
In der Schweiz gibt es derzeit keinen speziellen Olympiastützpunkt, jedoch Bestrebungen des Spitzenverbands Swiss Olympic zur Errichtung eines Olympiastützpunktes für die Schweiz, um durch neue Impulse mit den internationalen Entwicklungen des Hochleistungssports mitzuhalten.

## Kritik

### Mittelverwendung und Transparenz
Bei den Häusern der Athleten liegt die Aufgabe der Olympiastützpunkte darin, die zweckbestimmte Nutzung sicherzustellen, den Finanzbedarf aus Bundessicht zu ermitteln und die bereitgestellten Mittel zur Verfügung zu stellen und dies ggfs. mit den Trägern der Einrichtungen abzustimmen und zu prüfen. Die Olympiastützpunkte arbeiten jedoch mit sehr verschiedenen Modellen, die teilweise mit der räumlichen Struktur, teilweise mit der sehr unterschiedlichen personellen Ausstattung zusammenhängt. So sind die Kosten pro aus dem OSP resultierendem Olympiateilnehmer oder -medaillengewinner extrem unterschiedlich. 2014 hat der Bundesrechnungshof die Verwendung der Bundesmittel in den OSPs kritisiert und die sachgerechte Verwendung angemahnt sowie auf das Einsparungspotential für den Bund in der Zukunft verwiesen. Da der DOSB hierauf nichts unternommen hat, hat der Bundesrechnungshof 2015 erneut gemahnt und die fehlende Transparenz bemängelt, durch den die Bundesfachverbände sehr unterschiedlich gefördert werden.

## Statistik

### Verteilung der aktuellen und ehemaligen Olympiastützpunkte auf die deutschen Bundesländer
| Bundesland             | Aktuelle OSP                                              | Ehemalige OSP          | Gesamt |
| ---------------------- | --------------------------------------------------------- | ---------------------- | ------ |
| Baden-Württemberg      | OSP Freiburg-Schwarzwald, OSP Rhein-Neckar, OSP Stuttgart | OSP Tauberbischofsheim | 4      |
| Bayern                 | OSP Bayern                                                | -                      | 1      |
| Berlin                 | OSP Berlin                                                | -                      | 1      |
| Brandenburg            | OSP Brandenburg                                           | -                      | 1      |
| Bremen                 | -                                                         | -                      | 0      |
| Hamburg                | OSP Hamburg/Schleswig-Holstein                            | -                      | 1      |
| Hessen                 | OSP Hessen                                                | -                      | 1      |
| Mecklenburg-Vorpommern | OSP Mecklenburg-Vorpommern                                | -                      | 1      |
| Niedersachsen          | OSP Niedersachsen                                         | -                      | 1      |
| Nordrhein-Westfalen    | OSP Rheinland, OSP Rhein-Ruhr, OSP Westfalen              | -                      | 3      |
| Rheinland-Pfalz        | OSP Rheinland-Pfalz/Saarland                              | -                      | 1      |
| Saarland               | OSP Rheinland-Pfalz/Saarland                              | -                      | 1      |
| Sachsen                | OSP Chemnitz/Dresden, OSP Leipzig                         | -                      | 2      |
| Sachsen-Anhalt         | OSP Sachsen-Anhalt                                        | -                      | 1      |
| Schleswig-Holstein     | OSP Hamburg/Schleswig-Holstein                            | -                      | 1      |
| Thüringen              | OSP Thüringen                                             | -                      | 1      |

### Die größten Olympiastützpunkte (gemessen an der Anzahl der betreuten Bundeskaderathleten)
| Rang | Olympiastützpunkt | Bundeskaderathleten |
| ---- | ----------------- | ------------------- |
| 1    | OSP Bayern        | über 900            |
| 2    | OSP Berlin        | über 500            |
| 3    | OSP Westfalen     | etwa 500            |

### Bundeszuwendungen
Seit 2010 förderte das Bundesinnenministerium die Stützpunkte mit etwa 30 Mio. € im Jahr. 2016 erhielt der OSP Berlin mit 4,28 Mio. € das meiste Geld, vor dem OSP Bayern mit 4,03 Mio. €. Die geringste Förderung erhielt der OSP Freiburg-Schwarzwald mit 0,71 Mio. €. Insgesamt erhielten die Stützpunkte 2016 31,50 Mio. € Förderung.